# Herinneringsmuseum van de Mensenrechten
Het Herinneringsmuseum van de Mensenrechten is een Chileens museum dat gewijd is aan de herdenking van de slachtoffers van mensenrechtenschendingen tijdens de militaire dictatuur van Augusto Pinochet (1973-1990). Het is gelegen aan de Avenida Matucana 501, in de hoofdstad Santiago. 
Het museum werd op 11 januari 2010 ingehuldigd door toenmalig president Michelle Bachelet, in het kader van het tweehonderdjarig bestaan van het land (Bicentenario de Chile, 18 september 1810-2010). Het gebouw telt drie verdiepingen met tentoonstellingen van onder meer officiële documenten, kranten en tijdschriften, affiches, brieven en foto's. Er zijn ook audiovisuele panelen met fragmenten uit documentaires en historische opnamen, die een achtergrond schetsen bij de periode van de dictatuur. Aan het museum is een documentatiecentrum verbonden, een digitale bibliotheek en een esplanade voor culturele activiteiten. 

## Kritiek
Vanuit de rechterzijde klonk meermaals heftige kritiek op de tentoonstellingen in het museum, die volgens hen passen in de agenda van de Chileens linkerzijde, dus “politiek gekleurd” zijn, en “context missen” ten aanzien van de oorzaken van de coup van Pinochet.

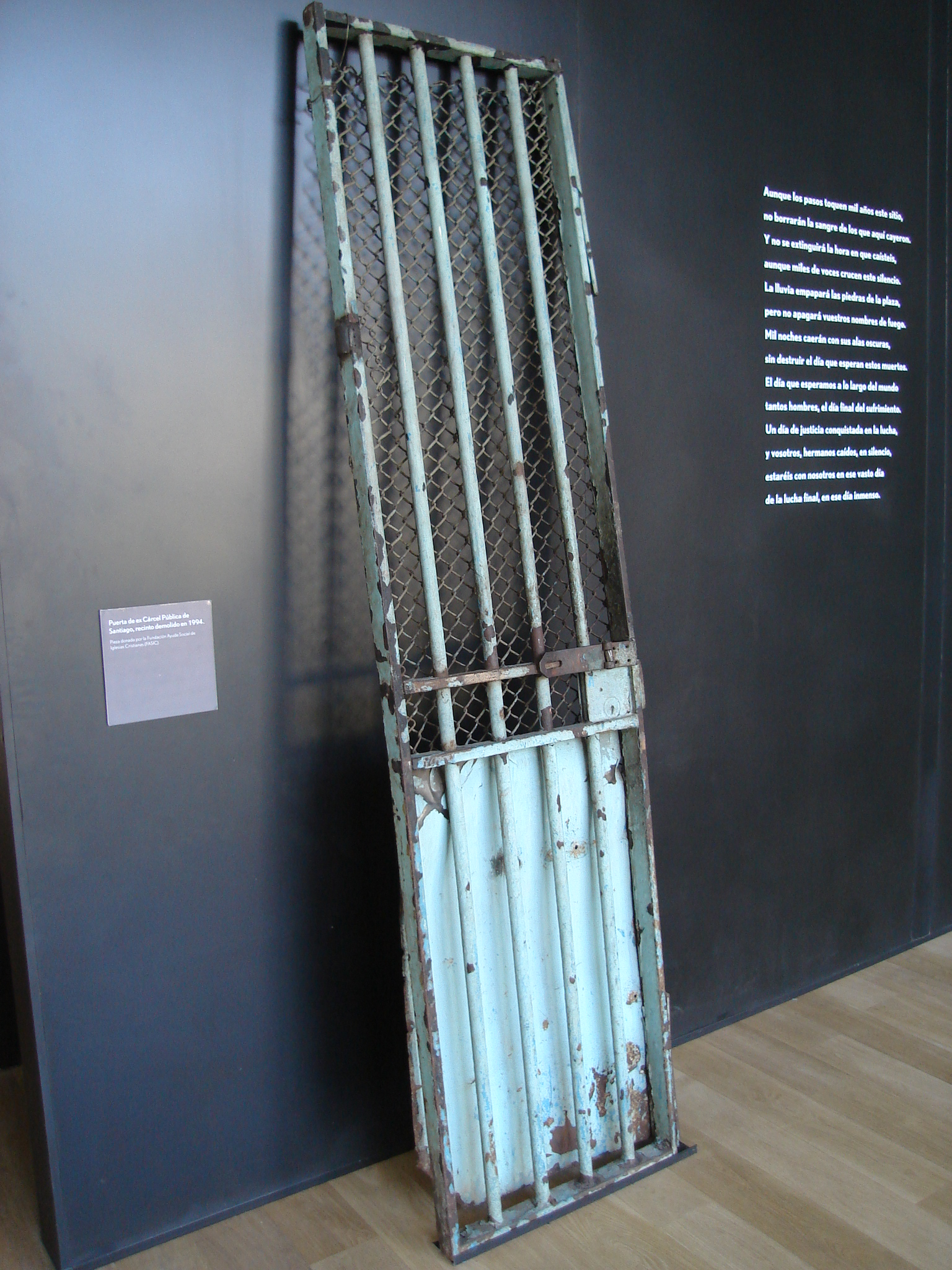
Deur van de voormalige Openbare Gevangenis van Santiago
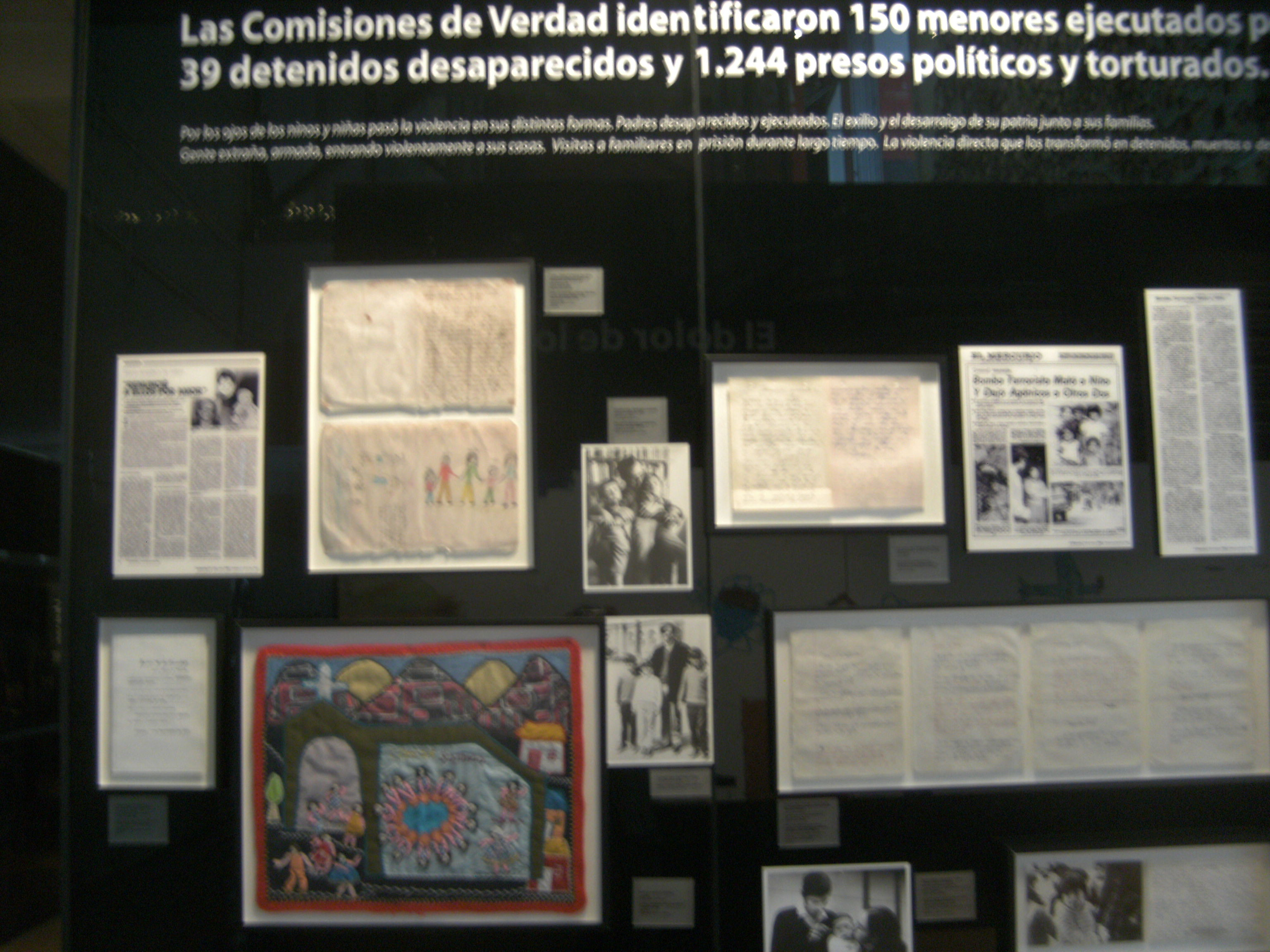
Uit de toenmalige media
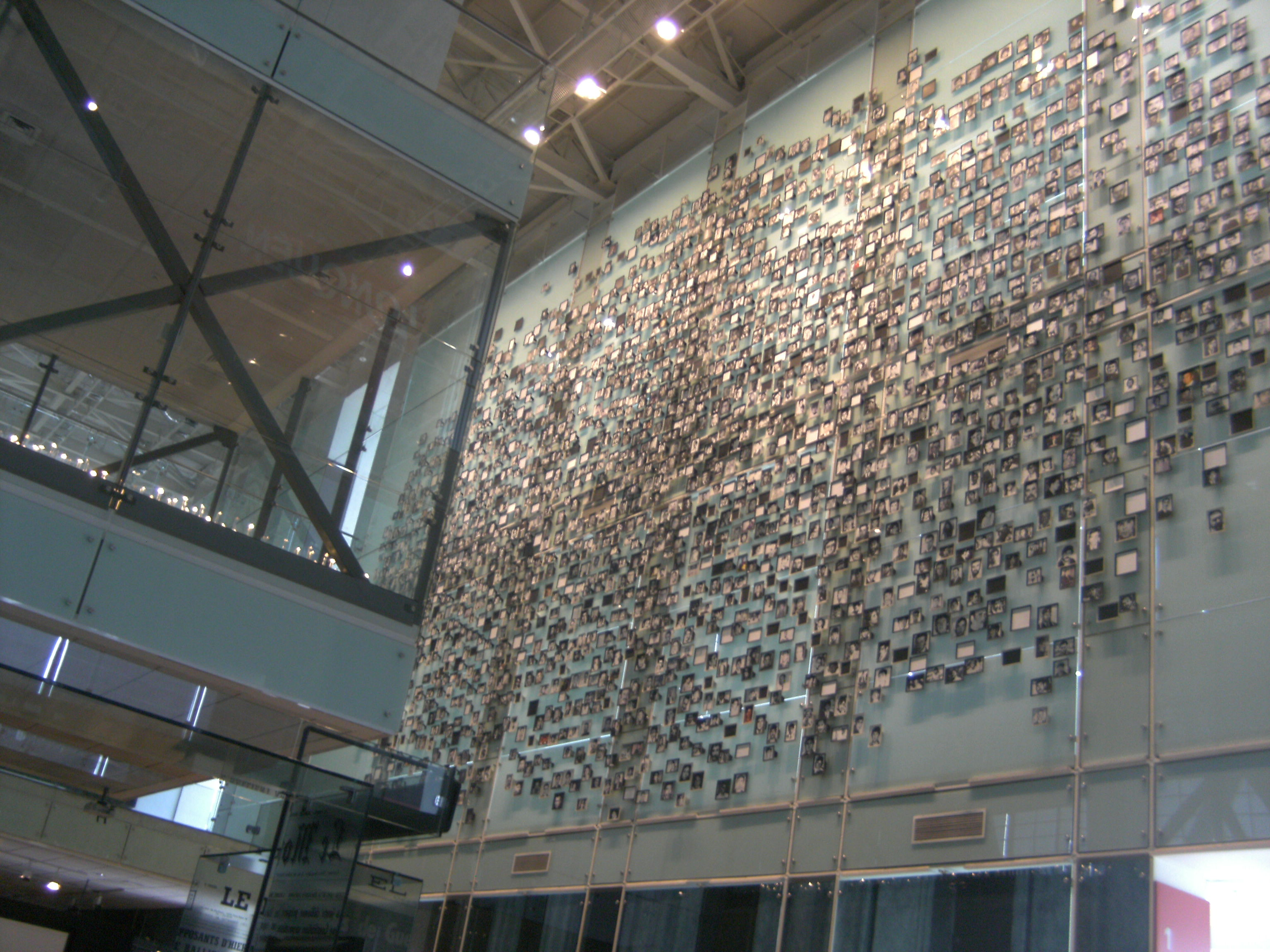
Foto's van slachtoffers op de grote muur in het museum
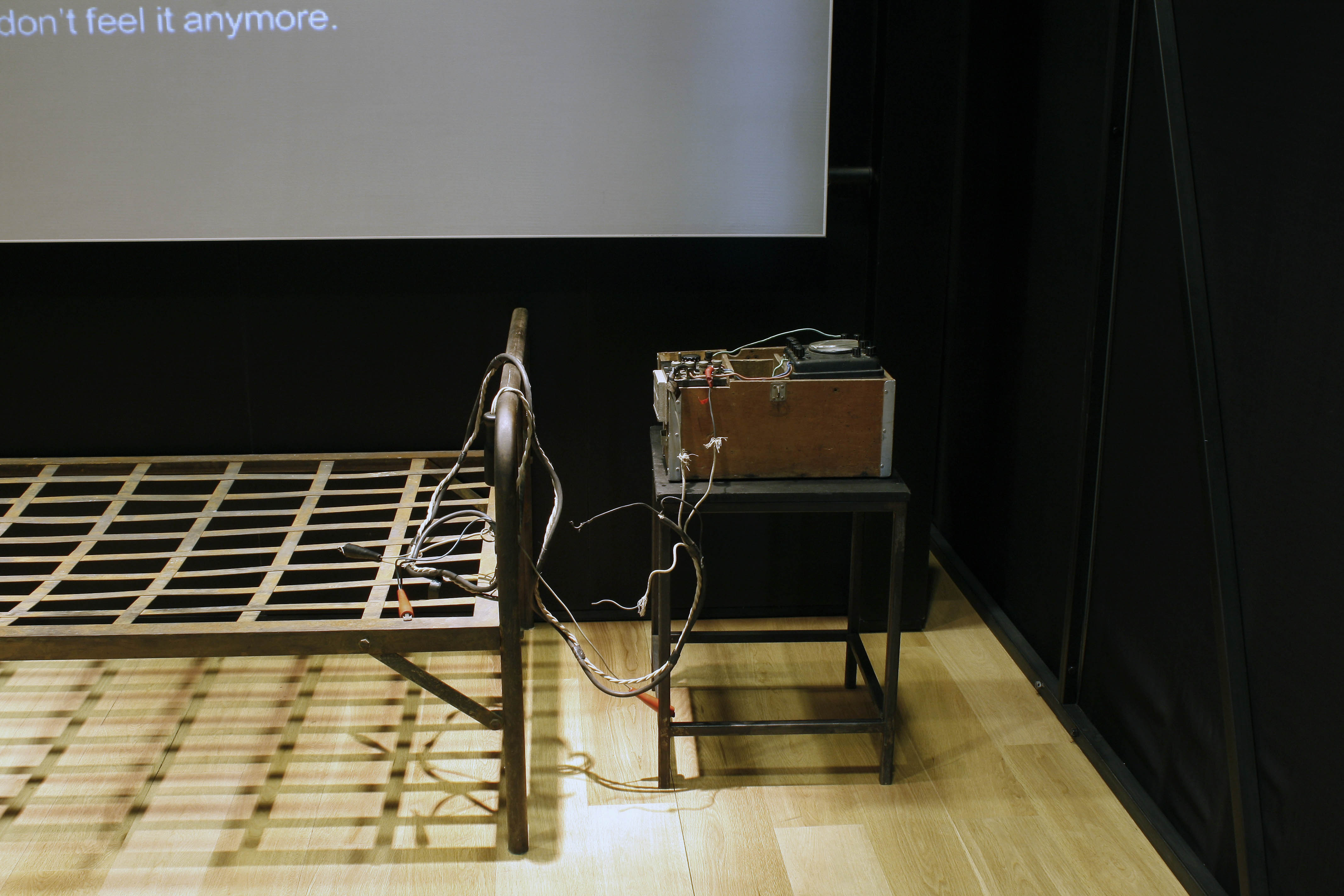
Een van de martelkamers tijdens de dictatuur